# تومي داف
تومي داف (بالإنجليزية: Tommy Duff)‏ (1 يناير 1905 في المملكة المتحدة - 1 يناير 1951 بكانتربيري في المملكة المتحدة) هو لاعب كرة قدم بريطاني (وحمل سابقاً جنسية المملكة المتحدة لبريطانيا العظمى وأيرلندا) في مركز جناح ‏. لعب مع نادي بورنموث وهدرسفيلد تاون وبيشوب أوكلاند ‏ وكروك تاون ‏ ودارلينجتون إف سى.